# Матч за звання чемпіона світу із шахів 1908
Восьмий чемпіонат світу з шахів був проведений у Дюссельдорфі та Мюнхені з 17 серпня по 30 вересня 1908 року. Чинний чемпіон Емануель Ласкер переміг предентента Зігберта Тарраша з рахунком 10½ — 5½ і зберіг свій титул.

## Результати
Перший гравець, що вигравав вісім ігор, ставав чемпіоном світу.
|                             | 1 | 2 | 3 | 4 | 5 | 6 | 7 | 8 | 9 | 10 | 11 | 12 | 13 | 14 | 15 | 16 | Перемоги | Рахунок |
| --------------------------- | - | - | - | - | - | - | - | - | - | -- | -- | -- | -- | -- | -- | -- | -------- | ------- |
| Емануель Ласкер (Німеччина) | 1 | 1 | 0 | 1 | 1 | ½ | 1 | ½ | ½ | 0  | 1  | 0  | 1  | ½  | ½  | 1  | 8        | 10½     |
| Зігберт Тарраш (Німеччина)  | 0 | 0 | 1 | 0 | 0 | ½ | 0 | ½ | ½ | 1  | 0  | 1  | 0  | ½  | ½  | 0  | 3        | 5½      |